# Burton Albion Football Club
El Burton Albion Football Club es un club de fútbol inglés de la ciudad de Burton upon Trent. Fue fundado en 1950 y juega en la Football League One.

## Palmarés

### Torneos nacionales
- Football League Two (1): 2015
- Conference National (1): 2009